# Cherry Red / I Want Home
A lemez a Festival Record új, négysávos stúdiómagnójával, a master-szalagon valószínűleg sztereóban lett rögzítve. Ennek ellenére a kislemez mono-változatban jelent meg.

## Közreműködők
- Barry Gibb – ének, gitár
- Robin Gibb – ének
- Maurice Gibb – ének, gitár, orgona
- Colin Petersen – dob

## A lemez dalai
A oldal: I Want Home  (Barry Gibb) (1966), mono 3:07, ének: Barry Gibb, Robin Gibb

B oldal: Cherry Red  (Barry Gibb) (1966), mono 2:24, ének: Barry Gibb